# 2014 FC69
2014 FC69, também escrito como 2014 FC69, é um corpo celeste que reside no disco disperso, uma região do Sistema Solar situada além do cinturão de Kuiper. Ele possui uma magnitude absoluta de 4,6 e tem um diâmetro estimado com cerca de 533 quilômetros. O astrônomo Mike Brown lista este corpo celeste em sua página na internet como um candidato a possível planeta anão.

## Descoberta
2014 FC69 foi descoberto no dia 25 de março de 2014.

## Órbita
A órbita de 2014 FC69 tem uma excentricidade de 0,447 e possui um semieixo maior de 72,853 UA. O seu periélio leva o mesmo a uma distância de 40,315 UA em relação ao Sol e seu afélio a 105 UA.